# Current Biology
Current Biology és una revista científica que cobreix totes les àrees de la biologia, especialment biologia molecular, biologia cel·lular, genètica, neurobiologia, ecologia i biologia evolutiva. Surt dues vegades al mes i conté articles d'investigació avaluats per experts, diversos tipus d'articles de revisió i una secció editorial. Fou fundada el 1991 pel grup Current Science, adquirida per Elsevier el 1998 i des del 2001 forma part de Cell Press, una subdivisió d'Elsevier.
Segons Journal Citation Reports, el 2013 tenia un factor d'impacte de 9,916 i el 2019-2020 un de 9,601.